# Steve Bruce
Stephen Roger "Steve" Bruce (* 31. prosinec 1960, Corbridge) je anglický fotbalový trenér a bývalý hráč. Naposledy vedl anglický druholigový tým West Bromwich Albion.

## Fotbalová kariéra
Steve Bruce byl nadějným fotbalistou již od školních let, ale odmítlo jej několik profesionálních klubů. Když mu byla nabídnuta zkouška v Gillinghamu, chtěl již téměř s fotbalem skončit. Nakonec za Gillingham odehrál přes 200 zápasů, než v roce 1984 přestoupil do Norwiche.
V roce 1987 Steve Bruce opět měnil působiště, tentokrát mířil do týmu Manchesteru United, s nímž vyhrál jak Premier League, tak i FA Cup, ligový pohár a také Pohár vítězů pohárů. Stal se také prvním anglickým hráčem dvacátého století, který dovedl svůj tým k doublu. I přes své úspěchy na hřišti, nebyl nikdy povolán k anglickému národnímu týmu. Komentátory byl označován za jednoho z nejlepších hráčů 80. a 90. let, který nikdy nehrál za reprezentaci.

## Trenérská kariéra

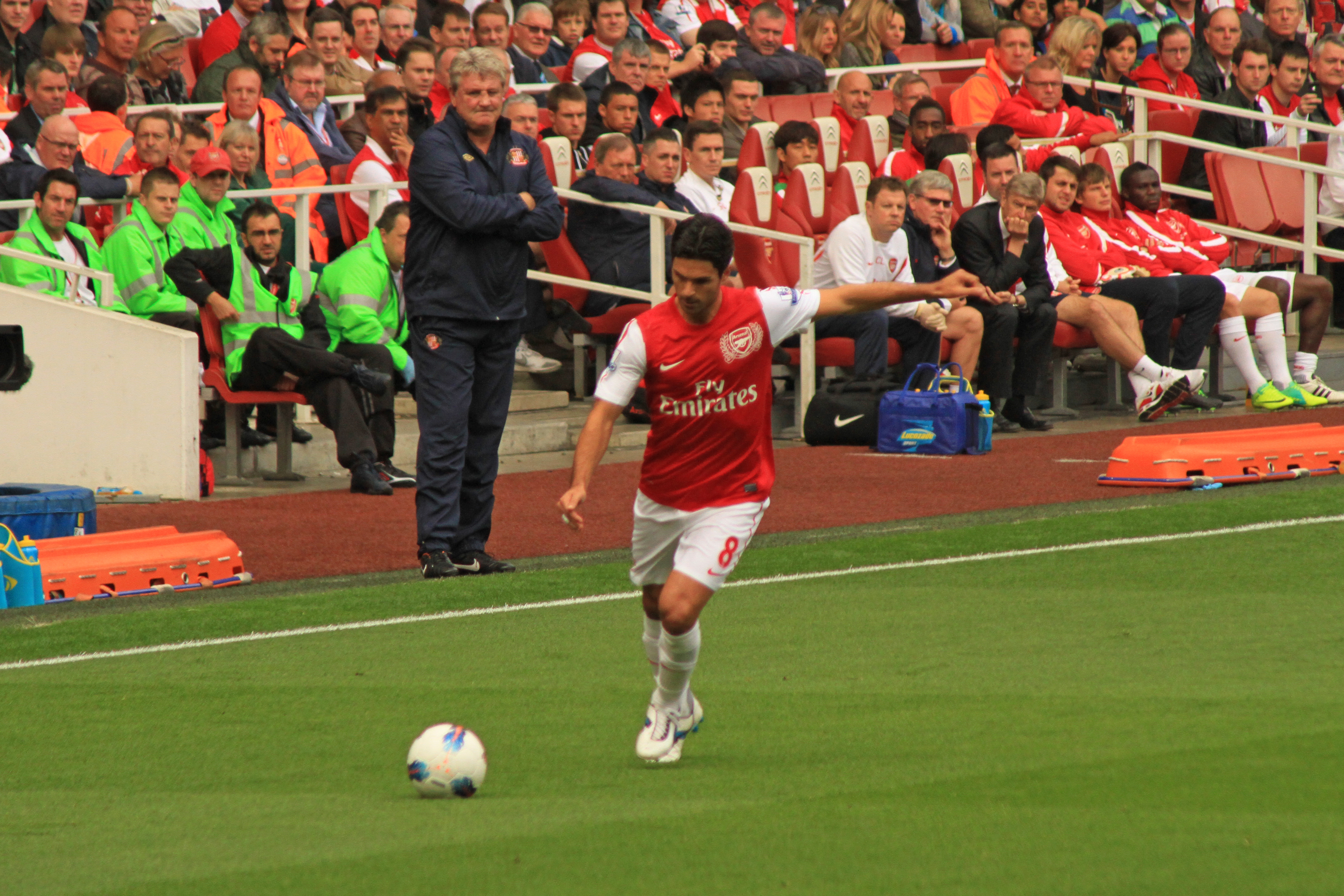
Steve Bruce během angažmá v Sunderlandu

Svou manažerskou kariéru započal Steve Bruce s týmem Sheffield United, poté strávil nějaký čas také v týmech Huddersfieldu, Wiganu Athletic a Crystal Palace, předtím, než se v roce 2001 dohodl na angažmá v Birminghamu City. Během své šestileté štace s Birminghamem postoupil do Premier League, ale v roce 2007 rezignoval na svou pozici, aby se znovu stal manažerem Wiganu. Na konci sezóny 2008/09 znovu rezignoval na post manažera a odešel k týmu Sunderlandu, kde zastával funkci manažera až do listopadu 2011, kdy byl odvolán a nahrazen Martinem O'Neillem. V červnu 2012 podepsal tříletý kontrakt v druholigovém Hull City a hned ve své první sezóně postoupil z druhého místa do Premier League. V následující sezóně dovedl "Tygry" poprvé v jejich historii do finále FA Cupu, kde ovšem v prodloužení podlehli Arsenalu.

## Úspěchy

### Hráčské

#### Norwich City FC
- Vítěz anglického ligového poháru: 1985
- Mistr Football League Second Division (dnešní Championship) 1985-86

#### Manchester United FC
- Mistr Premier League: 1992–93, 1993–94, 1995–96
- Druhé místo v Premier League: 1987–88, 1991–92, 1994–95

- Vítěz FA Cupu: 1990, 1994, 1996
- Poražený finalista v FA Cupu: 1995

- Vítěz anglického ligového poháru: 1992
- Poražený finalista v anglického ligového poháru:1991, 1994

- Vítěz Clarity Shield (dnešní FA Community Shield): 1990 (sdílený), 1993, 1994

- Vítěz Poháru vítězů pohárů: 1991

- Vítěz Evropského superpoháru: 1991

### Trenérské

#### Birmingham City FC
- Druhé místo v NPower Football League Championship 2006/07
- Vítěz play-off v NPower Football League Championship 2002

## Individuální ocenění
- Premier League League 10 Seasons Awards: nominace v britském týmu desetiletí